# Jirō Asada
Jirō Asada (jap. 浅田 次郎, Asada Jirō, eigentl.: Iwato Kōjirō (岩戸 康次郎); * 13. Dezember 1951 in Tokio) ist ein japanischer Schriftsteller.

## Leben und Wirken
Beeindruckt vom spektakulären Selbstmord des Schriftstellers Mishima Yukio 1970 trat Asada nach dem Abschluss der Oberschule den Selbstverteidigungsstreitkräften bei. Später arbeitete er in der Wirtschaft und veröffentlichte daneben Beiträge in verschiedenen Literaturzeitschriften. 1991 debütierte er mit dem Roman Torarete Tamaruka!. Für den Roman Metoro ni notte (1993) erhielt er 1995 den Eiji Yoshikawa-Preis für junge Autoren.
1997 folgte der Roman Poppaya, der Asada den Naoki-Preis brachte. Für sein Werk Mibu Gishi Den erhielt er 2000 den Renzaburo Shibata-Preis. Zweifach wurde der Roman Ohara meshimase ausgezeichnet: mit dem Chūōkōron-Literaturpreis (2006) und dem Shiba-Ryōtarō-Preis. 2010 schließlich erhielt Asada für den Roman Owarazaru natsu den Mainichi-Kulturpreis für Kunst und Literatur. Mehrere seiner Romane wurden auch verfilmt. So entstand 2003 der Film Der letzte Feldzug der Samurai, der auf seinem gleichnamigen Roman basiert.